# ميسيل فوينتيس
ميسيل فوينتيس (بالإنجليزية: Angel Fuentes)‏ هو سياسي أمريكي، ولد في 2 أغسطس 1961 في الولايات المتحدة. حزبياً، نشط في الحزب الديمقراطي. وقد انتخب عضو جمعية نيوجيرسي العامة.